# Dobrovolʹskiy (månkrater)
Dobrovolʹskiy är en nedslagskrater på månens baksida. Dobrovolʹskiy har fått sitt namn efter den sovjetiska kosmonauten Georgij Dobrovolskij.

## Satellitkratrar
| Dobrovolʹskiy | Latitud | Longitud | Diameter |
| ------------- | ------- | -------- | -------- |
| D             | 12.2° S | 130.6° Ö | 49 km    |
| M             | 14.6° S | 129.6° Ö | 31 km    |
| R             | 14.0° S | 127.7° Ö | 24 km    |